# Stylidium leptocalyx
Stylidium leptocalyx är en tvåhjärtbladig växtart som beskrevs av Sonder. Stylidium leptocalyx ingår i släktet Stylidium och familjen Stylidiaceae. Inga underarter finns listade i Catalogue of Life.